# Старое Челищево
Ста́рое Чели́щево — деревня в Бондарском районе Тамбовской области России. Входит в состав Кёршинского сельсовета.

## География
Расположен на северо-востоке региона.

## История
Впервые упоминается в ревизских сказках с 1816 года под названием Большая Талинка Керша тож. Тогда там проживали крестьяне Елизаветы Ивановны Ланской. Есть путаница с этой деревней, так как совсем рядом находятся сёла Кёрша (Троицкое) и Большая Талинка (Спасское). Но на карте Шуберта первой половины XIX века все они обозначены отдельно, а населённый пункт на месте деревни Старое Челищево называется Талинка (Керша). В метрических книгах церкви села Большая Талинка упоминается как деревня Керша.
В описании Тамбовской епархии 1911 года указана в приходе села Большая Талинка под названием «Керша, Старое Челищево тож».

## Население
| 2002 | 2010 |
| ---- | ---- |
| 83   | ↘32  |

Историческая численность населения
По данным Тамбовской епархии 1911 года в деревне было 200 дворов, с населением 666 человек мужского пола и 627 женского.
По данным Всесоюзной переписи 1926 года деревня насчитывала 245 дворов с населением 581 человек мужского пола и 660 женского.

## Инфраструктура
Личное подсобное хозяйство.

## Транспорт
Просёлочные дороги. 